# Ayn Ubagh
Ayn Ubagh és una font i riu del desert oriental de Síria. El lloc és famós per una batalla lliurada allí el 554 o 569.
Segons algunes fonts, en aquesta batalla el làkhmida al-Múndhir (III) ibn Imri-l-Qays ibn an-Numan va morir lluitant contra el ghassànida al-Harith V ben Jabalah (529-569) anomenat al-A'aradsh (el Llisiat) i conegut a les fonts occidentals com Aretes V; no obstant la batalla en què va morir al-Múndhir III se situa en diverses fonts com lliurada prop de Kinnasrin i sembla que la batalla d'Ayn Ubagh podria ser en realitat la lliurada el 569 en la qual al-Mundhir III ibn al-Harith (569-581) fill d'al-Harith V ibn Jabalah, va derrotar el làkhmida Qabus ibn Hind ibn al-Mundhir III i va avançar cap a la capital del darrer, al-Hira per després retornar.